# 大須賀久兵衛尉
大須賀 久兵衛尉（おおすが きゅうべえのじょう、生年不詳 - 天正3年5月21日（1575年6月29日））は、戦国時代の武将、信濃国更級郡の土豪。別称・佐渡守、実名は不詳。
桓武平氏千葉氏族。信濃小県郡の村上義清に従って武田晴信の信濃侵攻に抵抗していたが武田方に内通し、天文22年（1553年）には武田方に内応して狐落城（坂城町網掛）を陥落させ、城将の小島兵庫助らを討ち取って村上方の混乱を誘い、武田家に帰順した（『戦国遺文武田氏編』-554号）。
また布施（現在の長野市）における戦いでも功績があり、弘治3年（1557年）には狐落城攻略とあわせて晴信から褒賞されている。北信地域において武田勢と越後の長尾景虎の勢力が対峙していた弘治元年（1555年）9月11日には、旭山城と見られる某城内に長尾方に内通したものが小屋に放火する事件が起こり、久兵衛はこの者を捕縛し、晴信から褒章されている（『戦武』-456号）。
以後も信玄・勝頼に仕えて戦功を挙げている。天正3年（1575年）5月21日の長篠の戦いで、子の杢太郎とともに討死した。翌年、遺領を弟の小次郎が相続した。